# Iglesia de Santa María la Real (Las Henestrosas de las Quintanillas)
La Iglesia de Santa María La Real, en Las Henestrosas de las Quintanillas, dentro del término municipal de Valdeolea (Cantabria, España) fue declarada Bien de Interés Cultural en el año 1982. Se encuentra en lo alto de un cerro, entre los pueblos de Bercedo y Las Henestrosas de las Quintanillas.

## Datación
La iglesia de Santa María debe tener su origen en el siglo IX o X, a juzgar por los enterramientos y estelas que junto a ella han aparecido. Es una iglesia del románico tardío, con la desornamentación típica del periodo debido a la influencia cisterciense. Se alzó sobre una necrópolis a finales del siglo XII-principios del siglo XIII, si bien ha sido muy reformada con posterioridad, principalmente en el siglo XVI. Así que se pueden distinguir dos partes: a la época medieval se remontarían la cabecera, la portada abocinada y la espadaña, mientras que al siglo XVI pertenecerían las naves laterales, la torre y el pórtico.

## Descripción
Al principio era una construcción de una sola nave rematada en un ábside semicircular y con espadaña en el hastial. El ábside tiene bóveda de horno precedido por bóveda de cañón apuntado. No obstante, en el siglo XVI se modificó añadiéndole una torre de planta cuadrada y piedra de sillería a la espadaña y dos naves más en el interior, además de la sacristía. Como resultado, la espadaña acaba siendo muy esbelta, con cuatro cuerpos, y las bóvedas de las naves son de crucería. También se le añadió en esta reforma un retablo de estilo plateresco.
La puerta de entrada principal se encuentra en la fachada meridional. No es la original, pues debió cambiarse al añadirse las naves laterales. Tiene un arco apuntado con arquivoltas sobre capiteles vegetales sobre columnas; anteriormente tuvo un pórtico. Hay otra puerta al oeste, bajo la torre.
El ábside está dividido en tres partes verticalmente por medio de dobles columnas apoyadas en contrafuertes, solución arquitectónica semejante a la que puede verse en las iglesias románicas de Retortillo y la de Villacantid. Está recorrido por una imposta con rombos tangentes. En la calle central se abre una ventana abocinada cubierta por un arco lobulado que se apoya en columnas; destaca que una de ellas es helicoidal. El ábside está coronado por una cornisa sostenida por canecillos, de buena labra y muy elocuentes en cuanto a iconografía: ciervo, cigüeña matando a una culebra, contorsionistas, danzantes, hojas de acanto, monjes escribiendo y leyendo libro, músicos, sirenas,...
Por lo que se refiere al interior de la iglesia, tiene decoración escultórica en los capiteles del arco triunfal. En concreto, grifos en el derecho y el tema de Sansón luchando con un león en el izquierdo; esta escultura monumental está relacionada estilísticamente con el monasterio de Aguilar de Campoo.
Pero, sobre todo, destaca la pintura mural del interior del ábside y én los muros del presbiterio, pintura gótica lineal datada en el siglo XVI. Se cree que en un principio, toda la iglesia estaba decorada al fresco. Se considera que su autor fue un artista al que se considera posible discípulo de quien pintó en la iglesia parroquial de La Loma, aunque es más naturalista y tiene mejor técnica. Los temas son variados, y no se circunscriben no solo a lo sagrado (Huida a Egipto, la Natividad, la Matanza de los Inocentes, Bodas de Caná, San Pedro y San Pablo) sino que también aparecen elementos profanos, como la Batalla de Clavijo, o un juglar tañendo una vihuela. Se atribuyen estas pinturas al anónimo "maestro de San Felices" que, en Cantabria, también trabajó en Santa Olalla de La Loma y en Mata de Hoz.
En el ábside se conservan también estelas medievales de la necrópolis que existe alrededor de la iglesia, con tumbas de lajas, y epigrafía romana. Otros elementos muebles de interés son la Virgen con Niño gótica del siglo XIV, en una hornacina del altar mayor.